# جوستين كالهون
جوستين كالهون (بالإنجليزية: Heath Calhoun)‏ هو متزحلق جبال الألب أمريكي، ولد في 29 يونيو 1979 في بريستول في الولايات المتحدة.

## روابط خارجية
- جوستين كالهون على موقع Paralympic.org (الإنجليزية)
- جوستين كالهون على موقع اللجنة الأولمبية والبارالمبية الأمريكية (الإنجليزية)